# Agapito di Palestrina
Agapito (Palestrina, 258 circa – Palestrina, 273) fu un giovane cristiano vissuto nel III secolo, che la tradizione cristiana ricorda come martire e venera come santo.

## Agiografia
Nacque nel 258 circa a Palestrina, molto probabilmente dalla importante famiglia della gens Anicia. Recatosi a Roma in giovane età per intraprendere i suoi studi di Diritto Romano si cominciò ad informare sulla vita di Cristo e sulle sue predicazioni. In seguito decise di continuare la predicazione del Cristianesimo e di rinunciare a venerare gli dèi romani e perciò accettare di vivere da fuggitivo a causa delle persecuzioni romane.
Fu martirizzato a Palestrina per decapitazione all'età di 15 anni sotto l'imperatore Aureliano.
Così era riportata nel Martirologio Romano del 1586 la notizia del martirio del santo: «In Praeneste, dies natalis di sant'Agapito martire, che essendo di 15 anni e ardendo di amore per Cristo, per ordine di Aureliano, fu steso sull'eculeo e battuto a lungo con crudi flagelli; poi sotto Antioco prefetto, soffrì supplizi ancora più crudeli, e in ultimo, essendo esposto ai leoni e non riportando alcun danno, con il taglio della testa ricevette la corona».

## Culto
Nel IV secolo sul luogo del suo martirio, in località Quadrelle, sorse una basilica che ne accolse i resti. 
Da secoli sant'Agapito è venerato a Sant'Agapito (IS) nei pressi della quale esisteva all’epoca della dominazione longobarda e normanna la ormai distrutta abbazia di Sant’Agapito in Valle, sita tra Isernia e l’attuale Sant’Agapito Scalo. 
Le reliquie del Santo furono donate dall’imperatore Arnolfo di Carinzia all’abbazia benedettina di Kremsmünster a Kremsmünster in Austria, e lì sono ancora conservate. 
Martirologio Romano: «A Palestrina nel Lazio, sant'Agapito, martire».